# Saxo Grammaticus
Saxo Grammaticus (nascut entre 1150 i 1157-mort a principis del segle xiii) és un clergue autor de la primera història de Dinamarca coneguda i un dels historiadors més destacats de l'Edat Mitjana europea. Nascut probablement a l'illa de Sjælland, va rebre una educació clàssica (probablement va anar a una universitat) i va entrar al servei del bisbe de Lund, Absalon, a qui va acompanyar en diverses campanyes militars. La seva monumental Gesta Danorum, en setze volums, va ser un encàrrec d'aquest senyor feudal. Narra les gestes heroiques dels danesos seguint el model de l'èpica clàssica, especialment l'Eneida de Virgili, amb un llatí força ornamentat que va ser imitat pels humanistes, que van imprimir i difondre la seva obra. Inclou la història que va inspirar parcialment Hamlet, de Shakespeare.